# Isodiscodes renovata
Isodiscodes renovata är en fjärilsart som beskrevs av Louis Beethoven Prout 1934. Isodiscodes renovata ingår i släktet Isodiscodes och familjen mätare. Inga underarter finns listade i Catalogue of Life.